# 메리 킬즈 피플
《메리 킬즈 피플》(영어: Mary Kills People)는 2017년부터 현재까지 방영된 캐나다의 블랙 코메디 드라마이다.